# 17e législature du Canada

La distribution initiale des sièges aux débuts de la du Canada

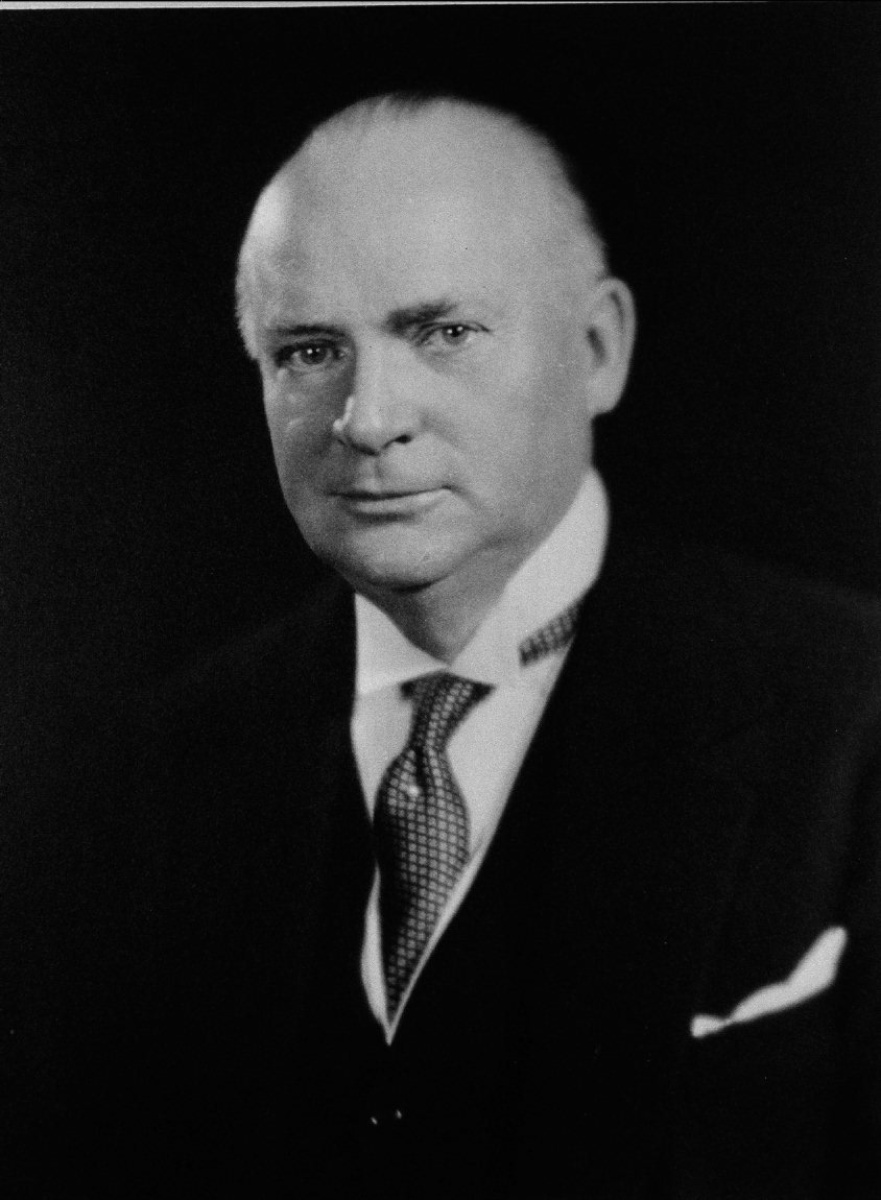
Richard Bedford Bennett fut premier ministre durant la.

La 17e législature du Canada fut en session du 8 septembre 1930 au 4 août 1935. Sa composition fut établie par les élections de 1930, tenues le 28 juillet, et fut légèrement modifiée par des démissions et des élections partielles survenues avant les élections de 1935.
Cette législature fut contrôlée par une majorité parlementaire détenue par le Parti conservateur dirigée par Richard Bedford Bennett. L'Opposition officielle fut représentée par le Parti libéral et son chef William Lyon Mackenzie King.
Le Président fut initialement George Black et ensuite de James Langstaff Bowman.
Cette législature est la troisième plus longue de toute l'histoire parlementaire canadienne.
Voici les 6 sessions parlementaires de la 17e législature:
| Session | Début            | Fin               |
| ------- | ---------------- | ----------------- |
| 1re     | 8 septembre 1930 | 22 septembre 1930 |
| 2e      | 12 mars 1931     | 3 août 1931       |
| 3e      | 4 février 1932   | 26 mai 1932       |
| 4e      | 6 octobre 1932   | 27 mai 1933       |
| 5e      | 25 janvier 1934  | 3 juillet 1934    |
| 6e      | 17 janvier 1935  | 5 juillet 1935    |

## Liste des députés
Les circonscriptions marquées d'un astérisque (*) indiquent qu'elles sont représentées par deux députés.

### Alberta
| Circonscription | Circonscription | Nom                                                  | Parti                     |
| --------------- | --------------- | ---------------------------------------------------- | ------------------------- |
| Acadia          |                 | Robert Gardiner                                      | United Farmers of Alberta |
| Athabaska       |                 | John Francis Buckley (décédé le 27 novembre 1931)    | Libéral                   |
| Athabaska       |                 | Percy Griffith Davies (élection partielle en 1932)   | Conservateur              |
| Battle River    |                 | Henry Elvins Spencer                                 | United Farmers of Alberta |
| Bow River       |                 | Edward Joseph Garland                                | United Farmers of Alberta |
| Calgary-Est     |                 | George Douglas Stanley                               | Conservateur              |
| Calgary-Ouest   |                 | Richard Bedford Bennett (au 7 juillet 1930)          | Conservateur              |
| Calgary-Ouest   |                 | Richard Bedford Bennett (élection partielle en 1930) | Conservateur              |
| Camrose         |                 | William Thomas Lucas                                 | United Farmers of Alberta |
| Edmonton-Est    |                 | Ambrose Upton Gledstanes Bury                        | Conservateur              |
| Edmonton-Ouest  |                 | Charles Stewart                                      | Libéral                   |
| Lethbridge      |                 | John Smith Stewart                                   | Conservateur              |
| Macleod         |                 | George Gibson Coote                                  | United Farmers of Alberta |
| Medicine Hat    |                 | Frederick William Gershaw                            | Libéral                   |
| Peace River     |                 | Donald MacBeth Kennedy                               | United Farmers of Alberta |
| Red Deer        |                 | Alfred Speakman                                      | United Farmers of Alberta |
| Vegreville      |                 | Michael Luchkovich                                   | United Farmers of Alberta |
| Wetaskiwin      |                 | William Irvine                                       | United Farmers of Alberta |

### Colombie-Britannique
| Circonscription   | Circonscription | Nom                                                | Parti                    |
| ----------------- | --------------- | -------------------------------------------------- | ------------------------ |
| Cariboo           |                 | John Anderson Fraser                               | Conservateur             |
| Comox—Alberni     |                 | Alan Webster Neill                                 | Indépendant              |
| Fraser Valley     |                 | Harry James Barber                                 | Conservateur             |
| Kootenay-Est      |                 | Michael Dalton McLean (au 7 août 1930)             | Conservateur             |
| Kootenay-Est      |                 | Henry Herbert Stevens (élection partielle en 1930) | Conservateur             |
| Kootenay-Ouest    |                 | William Kemble Esling                              | Conservateur             |
| Nanaimo           |                 | Charles Herbert Dickie                             | Conservateur             |
| New Westminster   |                 | Thomas Reid                                        | Libéral                  |
| Skeena            |                 | Olof Hanson                                        | Libéral                  |
| Vancouver—Burrard |                 | Wilfred Hanbury                                    | Libéral                  |
| Vancouver-Centre  |                 | Ian Alistair Mackenzie                             | Libéral                  |
| Vancouver-Nord    |                 | Albert Edward Munn                                 | Libéral                  |
| Vancouver-Sud     |                 | Angus MacInnis                                     | Travailliste indépendant |
| Victoria          |                 | D'Arcy Britton Plunkett                            | Conservateur             |
| Yale              |                 | Grote Stirling                                     | Conservateur             |

### Île-du-Prince-Édouard
| Circonscription | Circonscription | Nom                           | Parti        |
| --------------- | --------------- | ----------------------------- | ------------ |
| King's          |                 | John Alexander Macdonald      | Conservateur |
| Prince          |                 | Alfred Edgar MacLean          | Libéral      |
| Queen's*        |                 | Winfield Chester Scott McLure | Conservateur |
| Queen's*        |                 | John Howard Myers             | Conservateur |

### Manitoba
| Circonscription      | Circonscription | Nom                                              | Parti                |
| -------------------- | --------------- | ------------------------------------------------ | -------------------- |
| Brandon              |                 | David Wilson Beaubier                            | Conservateur         |
| Dauphin              |                 | James Langstaff Bowman                           | Conservateur         |
| Lisgar               |                 | John Livingstone Brown                           | Libéral-progressiste |
| Macdonald            |                 | William Gilbert Weir                             | Libéral-progressiste |
| Marquette            |                 | Henry Alfred Mullins                             | Conservateur         |
| Neepawa              |                 | Thomas Gerow Murphy (au 7 août 1930)             | Conservateur         |
| Neepawa              |                 | Thomas Gerow Murphy (élection partielle en 1930) | Conservateur         |
| Nelson               |                 | Bernard Munroe Stitt                             | Conservateur         |
| Portage la Prairie   |                 | William Herbert Burns                            | Conservateur         |
| Provencher           |                 | Arthur-Lucien Beaubien                           | Libéral-progressiste |
| Selkirk              |                 | James Herbert Stitt                              | Conservateur         |
| Souris               |                 | Errick French Willis                             | Conservateur         |
| Springfield          |                 | Thomas Hay                                       | Conservateur         |
| Saint-Boniface       |                 | John Power Howden                                | Libéral              |
| Winnipeg-Nord        |                 | Abraham Albert Heaps                             | Travailliste         |
| Winnipeg-Nord-Centre |                 | James Shaver Woodsworth                          | Travailliste         |
| Winnipeg-Sud         |                 | Robert Rogers                                    | Conservateur         |
| Winnipeg-Sud-Centre  |                 | William Walker Kennedy                           | Conservateur         |

### Nouveau-Brunswick
| Circonscription       | Circonscription | Nom                                               | Parti        |
| --------------------- | --------------- | ------------------------------------------------- | ------------ |
| Charlotte             |                 | Arthur D. Ganong                                  | Conservateur |
| Gloucester            |                 | Peter Veniot                                      | Libéral      |
| Kent                  |                 | Télésphore Arsenault                              | Conservateur |
| Northumberland        |                 | George Manning McDade                             | Conservateur |
| Restigouche—Madawaska |                 | Maxime Cormier                                    | Conservateur |
| Restigouche—Madawaska |                 | Joseph-Enoïl Michaud (élection partielle en 1933) | Libéral      |
| Royal                 |                 | George Burpee Jones                               | Conservateur |
| Royal                 |                 | George Burpee Jones (élection partielle en 1932)  | Conservateur |
| Saint-Jean—Albert*    |                 | Thomas Bell                                       | Conservateur |
| Saint-Jean—Albert*    |                 | Murray MacLaren                                   | Conservateur |
| Saint-Jean—Albert*    |                 | Murray MacLaren (élection partielle en 1930)      | Conservateur |
| Victoria—Carleton     |                 | Benjamin Franklin Smith                           | Conservateur |
| Westmorland           |                 | Otto Baird Price                                  | Conservateur |
| York—Sunbury          |                 | Richard Burpee Hanson                             | Conservateur |

### Nouvelle-Écosse
| Circonscription           | Circonscription | Nom                                              | Parti        |
| ------------------------- | --------------- | ------------------------------------------------ | ------------ |
| Antigonish—Guysborough    |                 | William Duff                                     | Libéral      |
| Cap-Breton-Victoria-Nord  |                 | Lewis Wilkieson Johnstone                        | Conservateur |
| Cap-Breton-Sud            |                 | Finlay Macdonald                                 | Conservateur |
| Colchester                |                 | Martin Luther Urquhart                           | Libéral      |
| Cumberland                |                 | Robert Knowlton Smith                            | Conservateur |
| Digby—Annapolis           |                 | Harry Bernard Short                              | Conservateur |
| Halifax*                  |                 | William Anderson Black                           | Conservateur |
| Halifax*                  |                 | Felix Patrick Quinn                              | Conservateur |
| Hants—Kings               |                 | James Lorimer Ilsley                             | Libéral      |
| Inverness                 |                 | Isaac Duncan Macdougall                          | Conservateur |
| Pictou                    |                 | Thomas Cantley                                   | Conservateur |
| Queens—Lunenburg          |                 | William Gordon Ernst                             | Conservateur |
| Richmond—Ouest-Cap-Breton |                 | John Alexander Macdonald (au 22 août 1930)       | Conservateur |
| Richmond—Ouest-Cap-Breton |                 | Edgar Nelson Rhodes (élection partielle en 1930) | Conservateur |
| Shelburne—Yarmouth        |                 | James Layton Ralston                             | Libéral      |

### Ontario
| Circonscription         | Circonscription | Nom                                                                   | Parti        |
| ----------------------- | --------------- | --------------------------------------------------------------------- | ------------ |
| Algoma-Est              |                 | George Brecken Nicholson                                              | Conservateur |
| Algoma-Ouest            |                 | Thomas Edward Simpson                                                 | Conservateur |
| Brantford City          |                 | Robert Edwy Ryerson                                                   | Conservateur |
| Brant                   |                 | Franklin Smoke                                                        | Conservateur |
| Bruce-Nord              |                 | James Malcolm                                                         | Libéral      |
| Bruce-Sud               |                 | Walter Allan Hall                                                     | Libéral      |
| Carleton                |                 | William Foster Garland                                                | Conservateur |
| Dufferin—Simcoe         |                 | William Earl Rowe                                                     | Conservateur |
| Durham                  |                 | Fred Wellington Bowen                                                 | Conservateur |
| Elgin-Ouest             |                 | Mitchell Hepburn (démissionne le 8 juin 1934)                         | Libéral      |
| Elgin-Ouest             |                 | Wilson Henry Mills (élection partielle en 1934)                       | Libéral      |
| Essex-Est               |                 | Raymond Ducharme Morand                                               | Conservateur |
| Essex-Ouest             |                 | Sidney Cecil Robinson                                                 | Conservateur |
| Essex-Sud               |                 | Eccles James Gott                                                     | Conservateur |
| Fort-William            |                 | Robert James Manion (au 7 août 1930)                                  | Conservateur |
| Fort-William            |                 | Robert James Manion (élection partielle en 1930)                      | Conservateur |
| Frontenac—Addington     |                 | William Spankie (décédé le 27 mai 1934)                               | Conservateur |
| Frontenac—Addington     |                 | Colin Alexander Campbell (élection partielle en 1934)                 | Libéral      |
| Glengarry               |                 | Angus McGillis                                                        | Conservateur |
| Grenville—Dundas        |                 | Arza Clair Casselman                                                  | Conservateur |
| Grey-Nord               |                 | Victor Clarence Porteous                                              | Conservateur |
| Grey-Sud-Est            |                 | Agnes Campbell Macphail                                               | Progressiste |
| Haldimand               |                 | Mark Cecil Senn                                                       | Conservateur |
| Halton                  |                 | Robert King Anderson                                                  | Conservateur |
| Hamilton-Est            |                 | George Septimus Rennie (décédé le 13 octobre 1930)                    | Conservateur |
| Hamilton-Est            |                 | Humphrey Mitchell (élection partielle en 1931)                        | Travailliste |
| Hamilton-Ouest          |                 | Charles William Bell                                                  | Conservateur |
| Hastings—Peterborough   |                 | Alexander Thomas Embury                                               | Conservateur |
| Hastings-Sud            |                 | William Ernest Tummon                                                 | Conservateur |
| Huron-Nord              |                 | George Spotton                                                        | Conservateur |
| Huron-Sud               |                 | Thomas McMillan (décédé le 7 juin 1932)                               | Libéral      |
| Huron-Sud               |                 | William Henry Golding (élection partielle en 1932)                    | Libéral      |
| Kenora—Rainy River      |                 | Peter Heenan (démissionne le 10 juillet 1934)                         | Libéral      |
| Kenora—Rainy River      |                 | Hugh Bathgate McKinnon (élection partielle en 1934)                   | Libéral      |
| Kent                    |                 | James Warren Rutherford                                               | Libéral      |
| Kingston-City           |                 | Arthur Edward Ross                                                    | Conservateur |
| Lambton-Est             |                 | John Thomas Sproule                                                   | Conservateur |
| Lambton-Ouest           |                 | Ross Wilfred Gray                                                     | Libéral      |
| Lanark                  |                 | Thomas Alfred Thompson                                                | Conservateur |
| Leeds                   |                 | Hugh Alexander Stewart (au 7 août 1930)                               | Conservateur |
| Leeds                   |                 | Hugh Alexander Stewart (élection partielle en 1930)                   | Conservateur |
| Lincoln                 |                 | James Dew Chaplin                                                     | Conservateur |
| London                  |                 | John Franklin White                                                   | Conservateur |
| Middlesex-Est           |                 | Frank Boyes                                                           | Conservateur |
| Middlesex-Ouest         |                 | John Campbell Elliott                                                 | Libéral      |
| Muskoka—Ontario         |                 | Peter McGibbon                                                        | Conservateur |
| Nipissing               |                 | Joseph Raoul Hurtubise                                                | Libéral      |
| Norfolk—Elgin           |                 | William Horace Taylor                                                 | Libéral      |
| Northumberland          |                 | William Alexander Fraser                                              | Libéral      |
| Ontario                 |                 | William Henry Moore                                                   | Libéral      |
| Ottawa (Cité d')*       |                 | Thomas Franklin Ahearn                                                | Libéral      |
| Ottawa (Cité d')*       |                 | Edgar-Rodolphe-Eugène Chevrier                                        | Libéral      |
| Oxford-Nord             |                 | Donald Matheson Sutherland                                            | Conservateur |
| Oxford-Nord             |                 | Donald Matheson Sutherland (élection partielle en 1930)               | Conservateur |
| Oxford-Sud              |                 | Thomas Merritt Cayley (décédé en fonction)                            | Libéral      |
| Oxford-Sud              |                 | Almon Secord Rennie (élection partielle en 1934)                      | Libéral      |
| Parkdale                |                 | David Spence                                                          | Conservateur |
| Parry Sound             |                 | James Arthurs                                                         | Conservateur |
| Peel                    |                 | Samuel Charters                                                       | Conservateur |
| Perth-Nord              |                 | David McKenzie Wright                                                 | Conservateur |
| Perth-Sud               |                 | Frederick George Sanderson                                            | Libéral      |
| Peterborough-Ouest      |                 | Edward Armour Peck                                                    | Conservateur |
| Port Arthur—Thunder Bay |                 | Donald James Cowan                                                    | Conservateur |
| Prescott                |                 | Elie-Oscar Bertrand                                                   | Libéral      |
| Prince Edward—Lennox    |                 | John Aaron Weese                                                      | Conservateur |
| Renfrew-Nord            |                 | Ira Delbert Cotnam                                                    | Conservateur |
| Renfrew-Sud             |                 | Martin James Maloney                                                  | Conservateur |
| Russell                 |                 | Alfred Goulet                                                         | Libéral      |
| Simcoe-Est              |                 | Alfred Burke Thompson                                                 | Conservateur |
| Simcoe-Nord             |                 | John Thomas Simpson                                                   | Conservateur |
| Stormont                |                 | Frank Thomas Shaver                                                   | Conservateur |
| Timiskaming-Nord        |                 | Joseph-Arthur Bradette                                                | Libéral      |
| Timiskaming-Sud         |                 | Wesley Ashton Gordon                                                  | Conservateur |
| Timiskaming-Sud         |                 | Wesley Ashton Gordon (élection partielle en 1930)                     | Conservateur |
| Toronto-Est             |                 | Edmond Baird Ryckman                                                  | Conservateur |
| Toronto-Est             |                 | Edmond Baird Ryckman (élection partielle en 1930, décédé en fonction) | Conservateur |
| Toronto-Est             |                 | Thomas Langton Church (élection partielle en 1934)                    | Conservateur |
| Toronto-Est-Centre      |                 | Robert Charles Matthews                                               | Conservateur |
| Toronto—High Park       |                 | Alexander James Anderson                                              | Conservateur |
| Toronto-Nord-Est        |                 | Richard Langton Baker                                                 | Conservateur |
| Toronto-Nord-Ouest      |                 | John Ritchie MacNicol                                                 | Conservateur |
| Toronto—Scarborough     |                 | Joseph Henry Harris                                                   | Conservateur |
| Toronto-Ouest-Centre    |                 | Samuel Factor                                                         | Libéral      |
| Toronto-Sud             |                 | George Reginald Geary                                                 | Conservateur |
| Victoria                |                 | Thomas Hubert Stinson                                                 | Conservateur |
| Waterloo-Nord           |                 | William Daum Euler                                                    | Libéral      |
| Waterloo-Sud            |                 | Alexander McKay Edwards                                               | Conservateur |
| Welland                 |                 | George Hamilton Pettit                                                | Conservateur |
| Wellington-Nord         |                 | John Knox Blair                                                       | Libéral      |
| Wellington-Sud          |                 | Hugh Guthrie                                                          | Conservateur |
| Wellington-Sud          |                 | Hugh Guthrie (élection partielle en 1930)                             | Conservateur |
| Wentworth               |                 | Gordon Crooks Wilson                                                  | Conservateur |
| York-Nord               |                 | Thomas Herbert Lennox (meurt en fonction)                             | Conservateur |
| York-Nord               |                 | William Pate Mulock (élection partielle en 1934)                      | Libéral      |
| York-Ouest              |                 | James Earl Lawson                                                     | Conservateur |
| York-Sud                |                 | Robert Henry McGregor                                                 | Conservateur |

### Québec
| Circonscription                 | Circonscription | Nom                                                 | Parti        |
| ------------------------------- | --------------- | --------------------------------------------------- | ------------ |
| Argenteuil                      |                 | George Halsey Perley                                | Conservateur |
| Bagot                           |                 | Cyrille Dumaine                                     | Libéral      |
| Beauce                          |                 | Édouard Lacroix                                     | Libéral      |
| Beauharnois                     |                 | Maxime Raymond                                      | Libéral      |
| Bellechasse                     |                 | Joseph Oscar Lefebre Boulanger                      | Libéral      |
| Berthier—Maskinongé             |                 | Joseph-Arthur Barrette                              | Conservateur |
| Bonaventure                     |                 | Charles Marcil                                      | Libéral      |
| Brome—Missisquoi                |                 | Follin Horace Pickel                                | Conservateur |
| Cartier                         |                 | Samuel William Jacobs                               | Libéral      |
| Chambly—Verchères               |                 | Alfred Duranleau (au 7 août 1930)                   | Conservateur |
| Chambly—Verchères               |                 | Alfred Duranleau (élection partielle en 1930)       | Conservateur |
| Champlain                       |                 | Jean-Louis Baribeau                                 | Conservateur |
| Charlevoix—Saguenay             |                 | Pierre-François Casgrain                            | Libéral      |
| Chicoutimi                      |                 | Julien-Édouard-Alfred Dubuc                         | Libéral      |
| Châteauguay—Huntingdon          |                 | John Clarke Moore                                   | Conservateur |
| Compton                         |                 | Samuel Gobeil                                       | Conservateur |
| Dorchester                      |                 | Onésime Gagnon                                      | Conservateur |
| Drummond—Arthabaska             |                 | Wilfrid Girouard                                    | Libéral      |
| Gaspé                           |                 | Maurice Brasset                                     | Libéral      |
| Hochelaga                       |                 | Édouard-Charles St-Père                             | Libéral      |
| Hull                            |                 | Alphonse Fournier                                   | Libéral      |
| Jacques-Cartier                 |                 | Joseph-Georges-Philippe Laurin                      | Conservateur |
| Joliette                        |                 | Charles-Édouard Ferland                             | Libéral      |
| Kamouraska                      |                 | Joseph Georges Bouchard                             | Libéral      |
| Labelle                         |                 | Joseph Henri Napoléon Bourassa                      | Indépendant  |
| Lac-Saint-Jean                  |                 | Joseph Léonard Duguay                               | Conservateur |
| Laprairie—Napierville           |                 | Vincent Dupuis                                      | Libéral      |
| L'Assomption—Montcalm           |                 | Paul-Arthur Séguin                                  | Libéral      |
| Laurier—Outremont               |                 | Joseph-Alexandre Mercier                            | Libéral      |
| Laval—Deux-Montagnes            |                 | Arthur Sauvé (au 7 août 1930)                       | Conservateur |
| Laval—Deux-Montagnes            |                 | Arthur Sauvé (élection partielle en 1930)           | Conservateur |
| Lévis                           |                 | Émile Fortin                                        | Conservateur |
| L'Islet                         |                 | Joseph-Fernand Fafard                               | Libéral      |
| Lotbinière                      |                 | Joseph-Achille Verville                             | Libéral      |
| Maisonneuve                     |                 | Clément Robitaille (décédé le 16 janvier 1932)      | Libéral      |
| Maisonneuve                     |                 | Joseph Jean (élection partielle en 1932)            | Libéral      |
| Matane                          |                 | Joseph-Ernest-Henri Larue                           | Conservateur |
| Mégantic                        |                 | Eusèbe Roberge                                      | Libéral      |
| Montmagny                       |                 | Armand Renaud Lavergne                              | Conservateur |
| Mont-Royal                      |                 | Robert Smeaton White                                | Conservateur |
| Nicolet                         |                 | Lucien Dubois                                       | Libéral      |
| Pontiac                         |                 | Charles Bélec                                       | Conservateur |
| Portneuf                        |                 | Jules Desrochers                                    | Libéral      |
| Québec—Montmorency              |                 | Charles Napoléon Dorion                             | Conservateur |
| Québec-Est                      |                 | Ernest Lapointe                                     | Libéral      |
| Québec-Ouest                    |                 | Maurice Dupré (au 7 août 1930)                      | Conservateur |
| Québec-Ouest                    |                 | Maurice Dupré (élection partielle en 1930)          | Conservateur |
| Québec-Sud                      |                 | Charles Gavan Power                                 | Libéral      |
| Richelieu                       |                 | Pierre-Joseph-Arthur Cardin                         | Libéral      |
| Richmond—Wolfe                  |                 | Joseph-François Laflèche                            | Conservateur |
| Rimouski                        |                 | Eugène Fiset                                        | Libéral      |
| Sainte-Anne                     |                 | John Alexander Sullivan                             | Conservateur |
| Saint-Antoine                   |                 | Leslie Gordon Bell                                  | Conservateur |
| Saint-Denis                     |                 | Joseph-Arthur Denis                                 | Libéral      |
| Saint-Henri                     |                 | Paul Mercier                                        | Libéral      |
| Saint-Hyacinthe—Rouville        |                 | Joseph-Théophile-Adélard Fontaine                   | Libéral      |
| Saint-Jacques                   |                 | Fernand Rinfret                                     | Libéral      |
| Saint-Jean—Iberville            |                 | Pierre Auguste Martial Rhéaume                      | Libéral      |
| Saint-Laurent—Saint-Georges     |                 | Charles Cahan (au 7 août 1930)                      | Conservateur |
| Saint-Laurent—Saint-Georges     |                 | Charles Cahan (élection partielle en 1930)          | Conservateur |
| Sainte-Marie                    |                 | Hermas Deslauriers                                  | Libéral      |
| Shefford                        |                 | J.-Eugène Tétreault                                 | Conservateur |
| Sherbrooke                      |                 | Charles Benjamin Howard                             | Libéral      |
| Stanstead                       |                 | John Thomas Hackett                                 | Conservateur |
| Terrebonne                      |                 | Louis-Étienne Parent                                | Libéral      |
| Trois-Rivières-et-Saint-Maurice |                 | Arthur Bettez (décédé le 4 janvier 1931)            | Libéral      |
| Trois-Rivières-et-Saint-Maurice |                 | Charles Bourgeois (élection partielle en 1931)      | Conservateur |
| Témiscouata                     |                 | Jean-François Pouliot                               | Libéral      |
| Vaudreuil—Soulanges             |                 | Joseph Thauvette                                    | Libéral      |
| Wright                          |                 | Fizalam-William Perras                              | Libéral      |
| Yamaska                         |                 | Aimé Boucher (élection annulée le 23 décembre 1932) | Libéral      |
| Yamaska                         |                 | Aimé Boucher (élection partielle en 1933)           | Libéral      |

### Saskatchewan
| Circonscription  | Circonscription | Nom                                               | Parti        |
| ---------------- | --------------- | ------------------------------------------------- | ------------ |
| Assiniboia       |                 | Robert McKenzie                                   | Libéral      |
| Battleford Sud   |                 | John Vallance                                     | Libéral      |
| Humboldt         |                 | Albert Frederick Totzke                           | Libéral      |
| Kindersley       |                 | Archibald M. Carmichael                           | Progressiste |
| Lac-Long         |                 | Walter Davy Cowan                                 | Conservateur |
| Last Mountain    |                 | Harry Butcher                                     | Libéral      |
| Mackenzie        |                 | Milton Neil Campbell (au 6 février 1933)          | Progressiste |
| Mackenzie        |                 | John Angus MacMillan (élection partielle en 1933) | Libéral      |
| Maple Creek      |                 | James Beck Swanston                               | Conservateur |
| Melfort          |                 | Robert Weir (au 8 août 1930)                      | Conservateur |
| Melfort          |                 | Robert Weir (élection partielle en 1930)          | Conservateur |
| Melville         |                 | William Richard Motherwell                        | Libéral      |
| Moose Jaw        |                 | William Addison Beynon                            | Conservateur |
| North-Battleford |                 | Cameron Ross McIntosh                             | Libéral      |
| Prince Albert    |                 | William Lyon Mackenzie King                       | Libéral      |
| Qu'Appelle       |                 | Ernest Edward Perley                              | Libéral      |
| Regina           |                 | Franklin White Turnbull                           | Conservateur |
| Rosetown         |                 | William John Loucks                               | Libéral      |
| Saskatoon        |                 | Frank Roland Macmillan                            | Conservateur |
| Swift Current    |                 | Charles Edward Bothwell                           | Libéral      |
| Weyburn          |                 | Edward James Young                                | Libéral      |
| Willow Bunch     |                 | Thomas F. Donnelly                                | Libéral      |
| Yorkton          |                 | George Washington McPhee                          | Libéral      |

### Yukon
| Circonscription | Circonscription | Nom          | Parti        |
| --------------- | --------------- | ------------ | ------------ |
| Yukon           |                 | George Black | Conservateur |

## Sources
- Site web du Parlement du Canada

- (en) Cet article est partiellement ou en totalité issu de l’article de Wikipédia en anglais intitulé « 17th Canadian Parliament » (voir la liste des auteurs).